# Barbora Bühnová
Barbora Bühnová (roz. Zimmerová, 18. února 1981 – 5. prosince 2024) byla česká odbornice v oblasti informačních technologií, proděkanka Fakulty informatiky Masarykovy univerzity v Brně a spoluzakladatelka organizace Czechitas, zaměřující se na vzdělávání žen a dívek v IT. Aktivně se věnovala popularizaci informačních technologií mezi ženami a dívkami a podpoře rovnosti příležitostí v tomto oboru.

## Život
Barbora Bühnová celý svůj profesní život zasvětila informatice. Vystudovala magisterské obory ekonomie na PEF MZLU a informatika na FI MU, v níž následně získala malý (RNDr.) i velký doktorát (Ph.D.). Působila jako proděkanka pro vnější vztahy a spolupráci s partnery na Fakultě informatiky Masarykovy univerzity (FI MU) v Brně, kde se věnovala jak pedagogické, tak vědecké činnosti. Na téže fakultě se v roce 2017 habilitovala v oboru informatika. Byla expertkou v oblasti softwarového inženýrství a moderních technologií.
Byla také jednou ze spoluzakladatelek organizace Czechitas, která vznikla s cílem přiblížit informační technologie ženám a dívkám, a tak zvýšit jejich zastoupení v technických oborech. Czechitas se stala symbolem vzdělávání a posílení postavení žen v technologickém světě, s tradiční dominancí mužů.
Zemřela po dlouhé nemoci 5. prosince 2024 ve věku 43 let.